# Earth Platinum Atlas
Earth Platinum Atlas, publicat per Millennium House el 2012, és l'atles més gran del món amb 6 × 4.5 ft (1.8 × 1.4 m) anys.. Supera el famós atles de Klencke de la British Library, que ostentava el rècord de l'atles més gran del món des de 1660.

## L'atles
Earth Platinum pesa 150 quilograms (330 lb) i té 128 pàgines, cadascuna de les quals és tan gran que calen dues mans (o persones) per passar una pàgina. El llibre és una barreja de mapes i fotografia de gigapíxels. Els mapes inclouen grans mapes ortogràfics de cada continent (que mostren característiques polítiques i físiques), mapes dels oceans, (incloent-hi els llocs de naufragi) i pols, així com mapes regionals molt detallats. El llibre també inclou una doble pàgina 6 peus x 9 disposició dels peus de les banderes del món. Entre les seves moltes imatges espectaculars, Earth Platinum conté la imatge més gran del món en un llibre, una foto de l'horitzó de Xangai. Aquesta mida d'imatge és de 272 gigapíxels i està formada per més de 12 mil imatges enrajolades.
Les biblioteques que contenen una còpia de l'atles inclouen la Biblioteca Nacional de Nova Zelanda, Wellington i la Biblioteca Estatal de Nova Gal·les del Sud, Sydney, Austràlia.

## Producció
L'atles va ser concebut per l'editor australià Gordon Cheers i publicat a Austràlia, amb l'ajuda d'un equip de més de 88 cartògrafs d'arreu del món. L'atles va ser imprès a Itàlia i enquadernat a mà a Hong Kong ; la cartografia va ser coordinada per una empresa a Nova Zelanda.
Publicat el 20 de febrer de 2012, Earth Platinum segueix la publicació del "més petit" Earth Blue i Earth Gold, tots dos 2 peus x 18 polzades, 30 kg, i ambdues edicions limitades. Earth Platinum té un preu de US$ ; només es van imprimir 31 exemplars.

## Rècords Guinness
Chris Sheedy, de Guinness World Records Austràlia/Nova Zelanda, diu que tenen l'honor de presenciar la producció del que creu que serà l'atles més gran del món.Amb ell es batrà un rècord que s'ha mantingut des de 1660, i en aquesta era de continguts digitals proporcionarà, sobre un suport de paper, una perspectiva única, valuosa i inoblidable del món en què vivim